# Funkturm

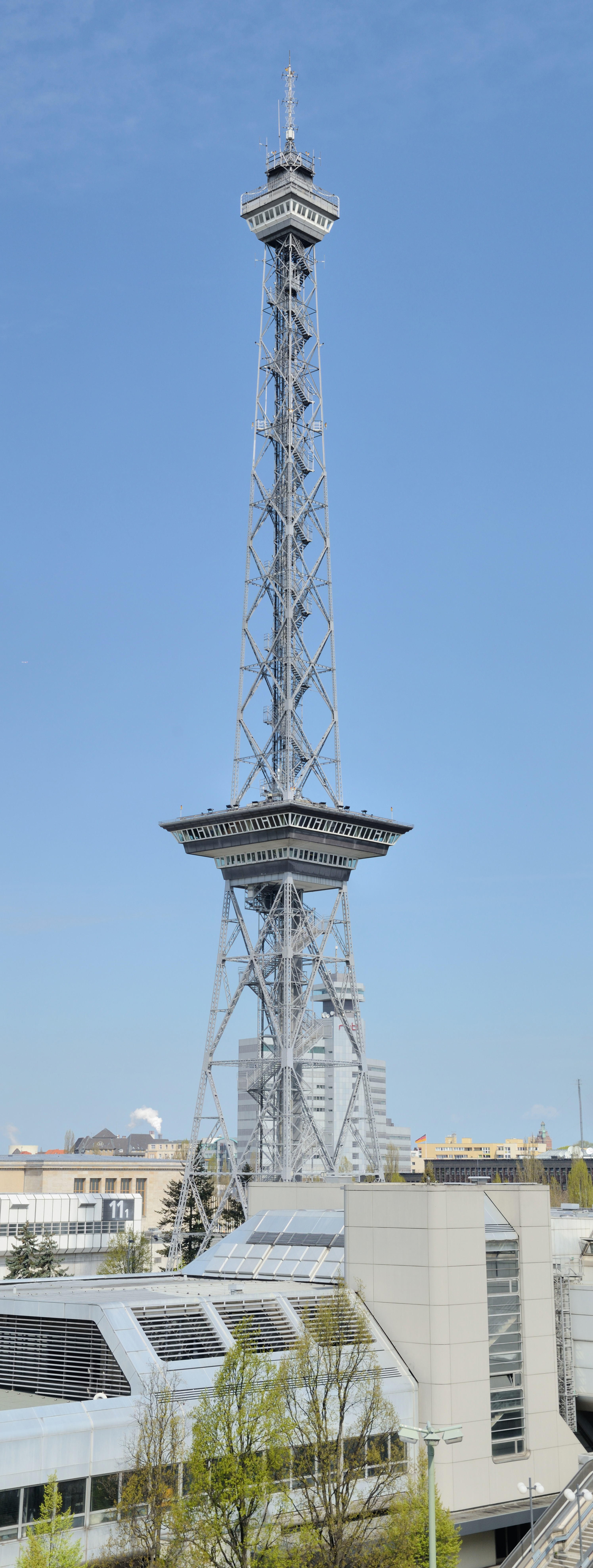
Funkturm

Funkturm (Berliner Funkturm) är ett sändningstorn i västra Berlin som byggdes 1924-1926. Det ligger i anslutning till Messe Berlin.
Funkturm har av samma konstruktion som Eiffeltornet. Tornet skapades från början som en 150 meter och 600 ton tung sändningsmast men sedan lades en restaurang till på 52 meters höjd och en utsiktsplattform på 125 meters höjd till. Till respektive plats tar man sig med hiss. Den 22 mars 1935 sändes världens första regulära TV-program ut från Funkturms topp. I anslutning till Funkturm i Messe Berlin arrangeras Internationale Funkausstellung Berlin. Sedan 1963 används Funkturm inte längre för radiosändningar. Senaste gången Funkturm sanerades var inför Berlins 750-årsjubileum 1987.

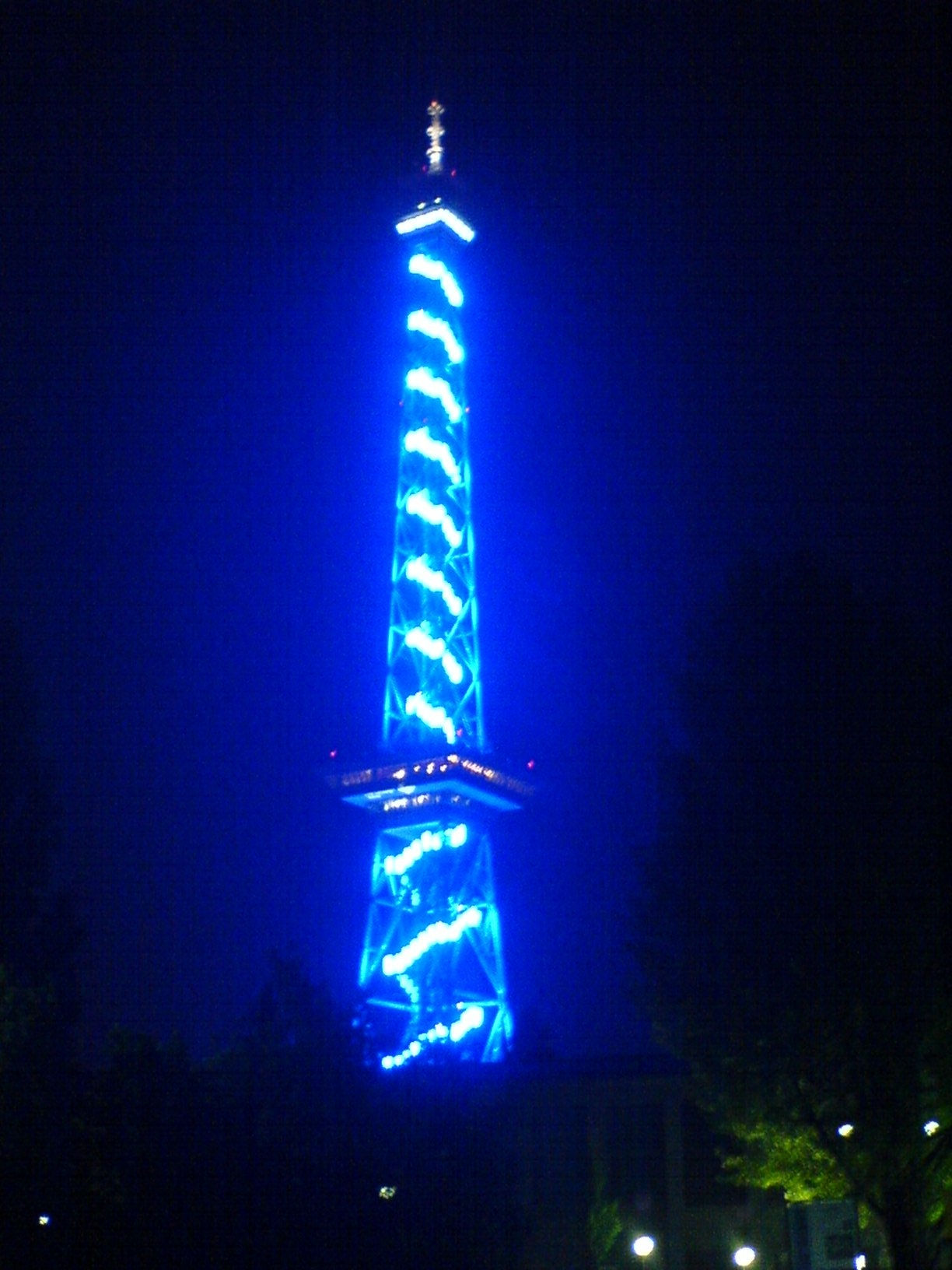
Funkturm under Funkausstellung 2005
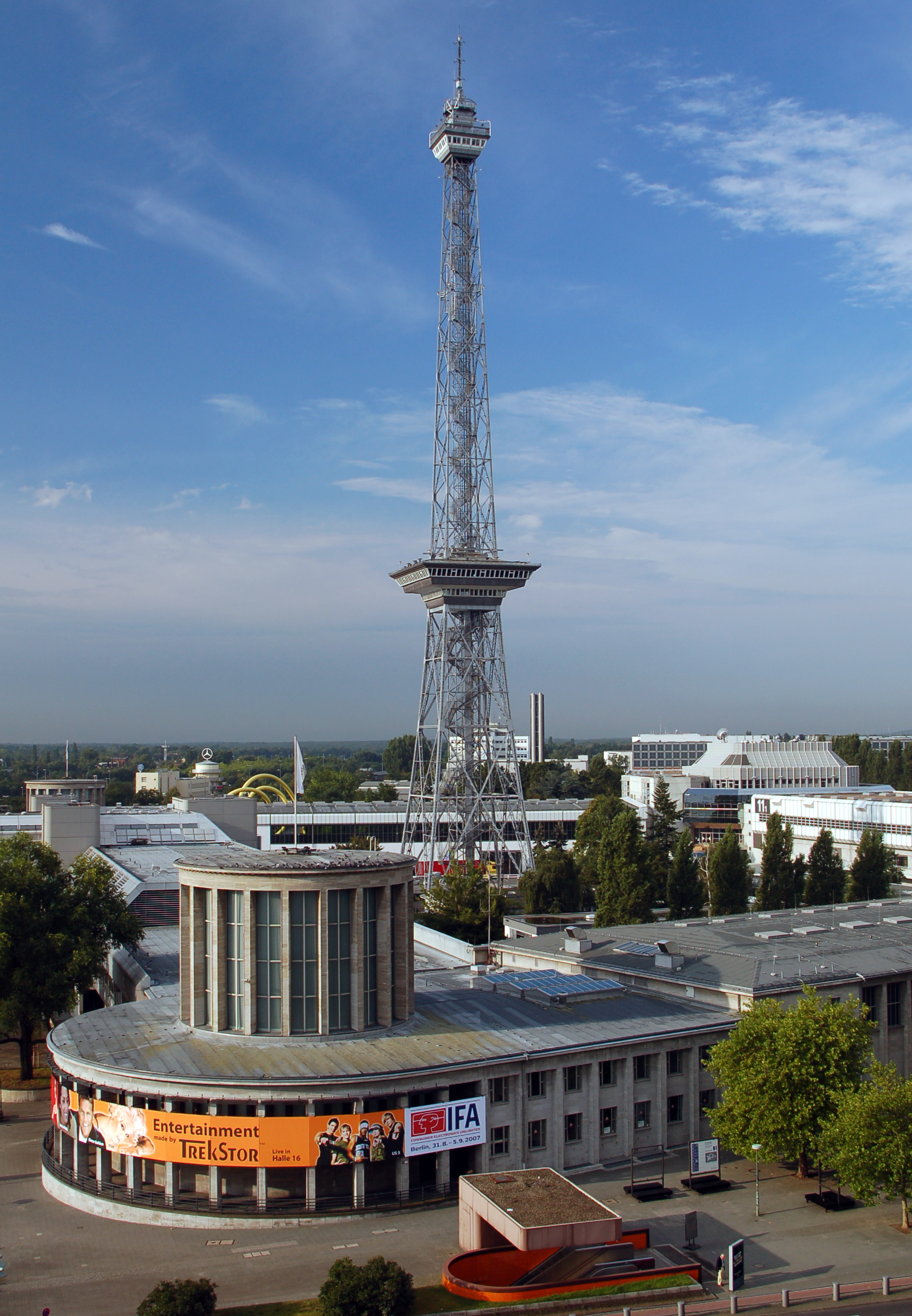